# Silicon Motion
Silicon Motion Technology Corporation – przedsiębiorstwo zajmujące się produkcją kontrolerów pamięci Flash NAND. Zostało założone w 2005 roku.
Główna siedziba Silicon Motion mieści się w Zhubei na Tajwanie. Firma zatrudnia ponad tysiąc osób.